# Боуэн, Ральф
Ральф Боуэн (англ. Ralph Bowen; род. 23 декабря 1961, Гуэлф) — тенор- и сопрано-саксофонист, флейтист, композитор, джазовый педагог.

## Биография
Родился в Канаде в семье фермеров, учился в Индианском университете, США, у педагога Девида Бэйкера, окончил магистратуру в Ратгерском университете и в то же время начал преподавать. В 1980-е годы Ральф Боуэн начинал карьеру в составе штатной группы молодых исполнителей лейбла Blue Note — OTB (Out of the Blue), более 5 лет играл в квинтете легендарного пианиста Хораса Сильвера, более 14-ти лет выступал с пианистом Мишелем Камило, играл и записывался с Хэнком Джонсом, братьями Марсалисами и многими другими. Более 20 лет является доцентом джазового отделения Университета Ратгерс, более 10 лет преподаёт в Принстонском университете.

## Дискография

### Как автор
- Movin' On (1992) Criss Cross Records
- A Morning View (2001) Ratamacue Records
- Soul Proprietor (2002) Criss Cross Records
- Keep the Change (2004) Criss Cross Records
- Five (2008) Criss Cross Records
- Dedicated (2009) Posi-Tone Records
- Due Reverence (2010) Posi-Tone Records
- Power Play (2011) Posi-Tone Records
- Total Eclipse (2012) Posi-Tone Records

### Как соавтор
Out of the Blue
- Out of the Blue (1985) Blue Note Records
- Inside Track (1986) Blue Note Records
- Live in Mt Fuji (1986) Blue Note Records
- Spiral Staircase (1989) Blue Note Records

### В составе групп
С Мишелем Камило
- On the Other Hand (album)|On the Other Hand (1990) Columbia Records
- One More Once (1994) Columbia Records
- Two Much (soundtrack album from the film Two Much) (1995) Verve Records

C Оррином Эвансом
- Captain Black (1998) Criss Cross Records
- Old Folks Business (1999) Criss Cross Records
- Listen to the Band (2000) Criss Cross Records
- Meant to Shine (2002) Palmetto Records

С Хорасом Сильвером
- Rockin' with Rachmaninoff (1991)

### Список авторских композиций
- «Altitudes»
- «Arrows of Light»
- «Baby Girl»
- «Behind the Curtain»
- «Blues Cruz»
- «Cache-Cache»
- «Canary Drums»
- «Convergence»
- «Country Rhythm»
- «Did You Notice»
- «The Dowsing Rod»
- «Drumheller Valley»
- «Elevation»
- «E.R.»
- «First Hiatus»
- «The First Stone»
- «For D.E»
- «For You»
- «Four in One, Six in the Other»
- «Free Time»
- «Gemini»
- «Gerri-Ann»
- «The Good Shepherd»
- «Gordon»
- «In My Dreams»
- «Inside Track»
- «Into the City»
- «Jessica»
- «Just Reconnoitering»
- «K.D.s Blues»
- «Keep the Change»
- «Less Is More»
- «A Little Silver in My Pocket»
- «Meltdown»
- «Midnight Snack»
- «A Morning View»
- «Mr. BeBop»
- «Mr. Scott»
- «Oh Really?»
- «On Green»
- «One for Trane»
- «Pat»
- «Phil-osophy»
- «Points Encountered»
- «Prof»
- «Qaiyam»
- «Reunited»
- «A Solar Romance»
- «Spikes»
- «Soul Proprietor»
- «This One’s For Bob»
- «Thru Traffic»
- «Total Eclipse»
- «Thru Traffic»
- «Two-Line Pass»
- «Under a Cloud»
- «Walleye Jigging»